# 알렉산드르 오스트롭스키 (극작가)
알렉산드르 니콜라예비치 오스트롭스키(러시아어: Александр Николаевич Островский, 1823년 4월 12일 ~ 1886년 6월 14일)는 러시아의 극작가이다. 연극에 전념한 러시아 최초의 작가로 러시아의 국민 연극을 확립한 러시아 최대의 극작가로 알려져 있다.
모스크바에서 태어나 모스크바 대학교에서 법률학 전공으로 나왔으며, 약 50여 편의 희곡을 발표하여 알렉산드르 푸시킨과 함께 "러시아의 양대 셰익스피어"라고 불리었다. 체호프 이전의 러시아 연극계를 지배하였으며, 주로 상인 계급의 생활을 그렸다.

## 작품
그를 최초로 유명하게 한 것은 1848년의 <파산(破産)>(후에 <가정사정>으로 제목 바꿈)이다. 실업한 회사의 간부사원이 허위의 파산 신고를 한다는 줄거리인 러시아판 <볼포네>라고도 할 수 있는 희극으로, 검열에서 통과되지 않았으나 원고는 많은 사람들이 돌려가며 읽었다는 작품이다. 이 작품 외에 <현명한 사람도 넘어질 때가 있다>(1868) 등의 사실적 현대풍자극에서 오스트롭스키의 재능이 유감없이 발휘되나, 외국에서는 오히려 남편에게 무시당하여 다른 남자와 정을 통하는 젊은 아내의 비극을 다룬 <뇌우(雷雨)>(1860)가 더 유명하다.
그 외 작품으로 <가난은 허물이 아니다> <수지맞는 직위> 등이 있다.